# کارنامه اردشیر بابکان
کارنامه اردشیر بابکان (فارسی میانه:  ترانویسی: Kār-nāmag ī Ardašīr ī Pābagān) یک نوشته کوتاه منثور به زبان فارسی میانه دربارهٔ سرگذشت اردشیر بابکان، نخستین شاهنشاه ساسانی است. درون‌مایه این اثر شامل نسب‌نامه و کودکی اردشیر، اقامت او در دربار اردوان چهارم، واپسین شاهنشاه اشکانی، گریز او از دربار اردوان، تشکیل سپاه، جنگ‌های پشت‌سرهم با اردوان و امیران محلی که همه با کامیابی اردشیر و کشته‌شدن دشمنانش به پایان رسیدند و در آخر شرح حالی فشرده از شاپور و هرمز، به‌ترتیب پسر و نوه اردشیر می‌شود. تنها دست‌نویس مرجع این کتاب در سال ۱۳۲۲ م در گجرات هند به‌دست شخصی با نام «مهربان کیخسرو» در قالب یک دفترنامه، همراه با چند متن فارسی میانه غیردینی دیگر از جمله یادگار زریران و شهرستان‌های ایرانشهر رونویسی‌شده است. شخص یادشده یک روحانی زرتشتی ایرانی بود که به هند کوچید تا به هم‌کیشانش در گردآوری متون مرتبط با زرتشتیان یاری برساند. از کارنامه اردشیر بابکان دست‌نویس‌های دیگری نیز شناخته‌شده که همه آن‌ها رونوشتی از نسخه مهربان کیخسرو محسوب می‌شوند.
نسخه آغازین کارنامه اردشیر بابکان احتمالاً در اواخر دوره ساسانی و در پارس به‌نگارش درآمده است. اشاره اثر به بازی‌های شطرنج (چترنگ) و تخته نرد (نیواردشیر) نشان می‌دهد که قدمت نخستین نسخه، پیش‌تر از روزگار زمامداری خسرو انوشیروان نیست؛ چراکه ورود شطرنج به ایران و پیدایش بازی تخته نرد، هردو به زمانه این شاهنشاه ساسانی منسوب‌اند. تئودور نولدکه، خاورشناس آلمانی، احتمال داده که نگارش کارنامه در زمان خسرو پرویز صورت گرفته باشد. نولدکه همچنین افسانه‌های پارسی مربوط به زندگی کوروش بزرگ که در روایت کتزیاس بازتاب یافته را کهن‌الگویی برای ساخت روایت این کتاب دانسته است. احمد تفضلی، ایرانشناس، کارنامه را تاریخی آمیخته با افسانه و نوعی رمان تاریخی دانسته است. مسعودی در مروج‌الذهب، کارنامه اردشیر بابکان را کتابی در شرح زندگانی اردشیر توصیف کرده و آن را «الکرنامج» خوانده است.
نسخه امروزی کارنامه اردشیر بابکان نثری ساده و نسبتاً متأخر دارد و تأثیر زبان فارسی نو در جای‌جای آن، گاهی حتی در شیوه نگاشتن جمله‌ها، قابل مشاهده است. نسخه امروزی این اثر احتمالاً چکیده یک نسخه کهن‌تر و مفصل‌تر است؛ زیرا روایتی مشابه، اما طولانی‌تر در شاهنامه فردوسی بیان‌شده، اما عناصر زرتشتی روایت کارنامه از شاهنامه، به‌عنوان روایت اسلامی این کتاب حذف‌شده است. عبارت «به کارنامه اردشیر بابکان چنین نوشته است» در بند نخست فصل اول از کارنامه امروزی، به احتمال ایجاز بودن آن می‌افزاید. برخی از متون فارسی میانه در سده‌های ۹ و ۱۰ م به‌دست روحانیون زرتشتی جمع‌آوری و بازنویسی شدند. کارنامه اردشیر بابکان یکی از اندک نمونه‌های غیردینی بازمانده از این متون به‌حساب می‌آید.

## نویسنده
هویت نگارنده این کتاب مشخص نیست؛ بااین‌حال بنابر ارزیابی مری بویس، ایرانشناس انگلیسی، احتمالاً روحانیون زرتشتی در نگارش آن دخیل بوده‌اند. مسعودی در مروج‌الذهب، نگارش کارنامه را به خود اردشیر بابکان نسبت‌داده است. گردیزی نیز تألیف کتابی درباره پند و سیاست به نام «کارنامه» را در زین‌الاخبار به اردشیر نسبت‌داده که به‌نظر می‌آید اثری جدا از کارنامه شناخته‌شده امروزی بوده باشد.

## خلاصه داستان
- کارنامه اردشیر بابکان ۱۳ فصل دارد و خلاصه آن چنین است:[۱۰]

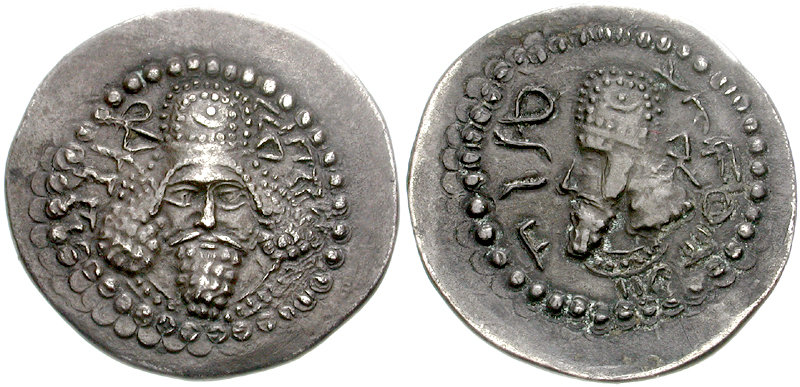
اردشیر (چپ) و بابک (راست) بر سکه‌ای از زمان حکومت اردشیر به‌عنوان شاه ایالت پارس

در روزگار ملوک‌الطوایفی پس از اسکندر، بابک به‌عنوان والی اردوان بر پارس حکومت می‌کرد. بابک فرزند پسری نداشت و ساسان که از نوادگان دارای دارایان (داریوش سوم) بود، شبان بابک بود. بابک از نسب ساسان اطلاع نداشت، تا اینکه شبی در خواب دید خورشید از سر ساسان تابیده و همه جهان را روشنی می‌بخشد. شب دوم خواب دید که ساسان بر فیل آراسته سفیدی نشسته و همه بدو نماز می‌برند و تحسین می‌کنند. در خواب شب سوم نیز دید که سه آتشکده فرنبغ، گُشنسب، و برزین‌مهر در خانه ساسان می‌درخشند. بابک تعبیر خواب خود را از خواب‌گزاران خواست و آنان بدو گفتند که این مرد یا یکی از فرزندانش به پادشاهی جهان می‌رسد. بابک، ساسان را به نزد خود خواند و چون از تبارش آگاه شد، دختر خود را بدو داد و حاصل این ازدواج، اردشیر بود که با تربیت بابک به جوانی نام‌بردار تبدیل شد.
اردوان که از شایستگی اردشیر آگاه شد، از بابک خواست که اردشیر را به دربار وی بفرستد و بابک به ناچار اردشیر را به نزد شاه فرستاد. اردشیر هر روز با شاهزادگان به نخجیر و چوگان می‌پرداخت و خوب در این هنرها برتری خود را نشان می‌داد تا اینکه اردوان بر وی خشم گرفت و دستور داد که دیگر بر اسب ننشیند و پیوسته در آخور به‌سر برد. در این زمان، یکی از کنیزان زیبای اردوان دل به اردشیر بست و اردشیر به کمک وی سلاح و درهم و دینار و دو اسب، یکی برای خود و دیگری برای کنیزک به‌دست‌آورد و از دربار اردوان گریخت. اردوان آنان را تعقیب کرد، اما از آن‌جا که فره ایزدی همراه اردشیر بود، بدو دست نیافت. پس اردوان سپاهی را مأمور جنگ با اردشیر کرد، ولی اردشیر با پشتیبانی مردم پارس، سواحل دریا و اسپهان بر لشکریان اردوان پیروز گردید و اردوان کشته شد. در ادامه، شرح نبردهای بین اردشیر با شاه کُردان مادی، هفتواد و مهرک نوش‌زاد آمده است.
پس از کشته‌شدن اردوان، اردشیر دختر او را به زنی خویش درآورد و از چهار برادر این زن، دو تن در اسارت و دو تن در تبعید و در کابل به‌سر می‌بردند. برادرانِ در غربت از خواهر خواستند که با توطئه‌ای اردشیر را بکشد. این توطئه فاش و اردشیر فرمان به کشتن زن داد. اما مأمور قتل دختر که آگاه شد وی از اردشیر باردار است، از کشتن او منصرف شد و او را در خانه‌اش نگه داشت و چون پسر او متولد شد، او را شاپور نام نهاد. بعدها که اردشیر از فرمانش پشیمان بود، آن مرد شاپور را به نزد وی آورد. بخش بعدی مربوط به تولد هرمز، پسر شاپور است؛ پیشگویی هندی پیش‌بینی کرد که دوام پادشاهی خاندان اردشیر از ازدواج پسری از خانواده او با دختری از خانواده مهرک نوش‌زاد حاصل می‌شود. اردشیرِ ناخشنود دستور داد تا همه خانواده مهرک کشته شوند. اما دختری از او مخفی ماند و برحسب اتفاق، شاپور به این دختر برخورد و بی‌اطلاع اردشیر، با او ازدواج کرد و هرمز مخفیانه زاده و تربیت شد. اردشیر بعدها از شایستگی هرمز در هفت سالگی آگاه شد و از گناه فرزند گذشت. ایرانشهر در روزگار هرمز به اوج شکوه رسید. روم و هند به ایران خراج داده و شاهان سرزمین‌های گوناگون با خشنودی به دربار هرمز می‌آمدند.

## برگردان‌ها
قدیمی‌ترین برگردان فارسی نو شناخته‌شده از کارنامه در سال ۱۸۹۹ در بمبئی توسط «خدایار دستور شهریار ایرانی» چاپ شد. در ایران معاصر نخستین‌بار احمد کسروی این کتاب را ترجمه و در سال ۱۳۰۶ ه‍.خ منتشر کرد. صادق هدایت نیز ترجمه دیگری در سال ۱۳۱۵–۱۳۱۶ انجام داد و در سال ۱۳۲۳ به نشر رساند. محمدجواد مشکور این اثر را در سال ۱۳۲۹ ترجمه کرد و با بازبینی‌هایی، دوباره در سال ۱۳۶۹ به چاپ رساند. بهرام فره‌وشی، کارنامه را به‌عنوان یک کتابچه آموزش فارسی میانه ترجمه و سال ۱۳۵۴ منتشر کرد. قاسم هاشمی‌نژاد نیز یک ترجمه داستان‌گونه از کارنامه را در سال ۱۳۶۹ ارائه داد. آخرین ترجمه فارسی نو توسط مهری باقری در سال ۱۳۷۸ منتشر گردید. ترجمه‌های هدایت و فره‌وشی بیشترین نزدیکی را با متن اثر دارند؛ به‌طوری‌که برخی از واژه‌های متن اصلی که امروزه دیگر در فارسی منسوخ‌شده یا به‌ندرت کاربرد دارند نیز در آن‌ها دیده می‌شوند. در میان ترجمه‌های دیگر، کسروی و مشکور با شیوه‌ای نزدیک به اشعار سبک خراسانی ترجمه کرده و کارهای هاشمی‌نژاد و باقری در دسته ترجمه‌های آزاد و مطابق زبان امروزی قرار می‌گیرند. ترجمه شهریار ایرانی به‌عنوان نخستین ترجمه، امروزه در دسترس نیست.
کارنامه اردشیر بابکان به انگلیسی، آلمانی، فرانسوی، روسی، گجراتی، ترکی استانبولی، کردی، گرجی و ارمنی نیز ترجمه‌شده است.